# Kurt Schweiger
Kurt Schweiger (* 12. Februar 1934 in Pöttsching) ist ein ehemaliger österreichischer Radrennfahrer und nationaler Meister im Radsport.

## Sportliche Laufbahn
Schweiger startete bei den Olympischen Sommerspielen 1960 in Rom. Dort bestritt er zwei Wettbewerbe. Im olympischen Straßenrennen schied er beim Sieg von Wiktor Kapitonow aus. Im Mannschaftszeitfahren belegte das Team aus Österreich mit Peter Deimböck, Fritz Inthaler, Kurt Postl, und Kurt Schweiger den 13. Rang.
1957 wurde er Zweiter im Rennen Wien–Rabenstein–Gresten–Wien hinter Heinz Klöckl, wobei er eine Etappe gewann. 1959 wurde er Sieger des Rennens, erneut mit einem Etappensieg. Auch in der Österreich-Rundfahrt holte er einen Tageserfolg. 1961 gewann er wieder eine Etappe der Österreich-Rundfahrt. Wien–Rabenstein–Gresten–Wien konnte er 1964 zum zweiten Mal gewinnen. Der 2. Platz 1958 war sein bestes Gesamtergebnis bei seinen Teilnahmen in der Österreich-Rundfahrt.
1964 gewann er bei den nationalen Meisterschaften im Bahnradsport den Titel in der Mannschaftsverfolgung.